# Deutsche Leichtathletik-Meisterschaften 1921
Die 23. Deutschen Leichtathletik-Meisterschaften fanden am 20. und 21. August 1921 auf dem Sportplatz im Sievekingspark in Hamburg-Hamm statt.

## Wettbewerbsprogramm
Im Wettkampfangebot gab es Änderungen:
- Neu im Programm waren:
  - 3 × 1000-m-Staffel (Männer)
  - 5000-m-Bahngehen (Männer)
- Der Dreikampf setzte sich gegenüber dem Vorjahr aus drei komplett veränderten Disziplinen zusammen: Hochsprung / 400 m (Tag 1) – Kugelstoßen (Tag 2).
- Bis einschließlich 1932 gestrichen wurde der 3000-m-Hindernislauf, nachdem der Wettbewerb 1919 und 1920 wieder im Meisterschaftsangebot gestanden hatte.

Wie im Vorjahr neu eingeführt gab es nicht nur Wettbewerbe für Männer, sondern auch für Frauen – nach wie vor nur mit vier Disziplinen.

## Ausgelagerte Disziplinen
Drei Wettbewerbe wurden ausgelagert:
- Waldlauf (Männer) mit Einzel- und Mannschaftswertung – München, 28. März
- 50-km-Gehen – München, 7. September
- Zehnkampf – Köln, 17./18. September

## Deutscher Marathonlauf
Außerdem wurde über die klassischen 42,195 km auch wieder ein Marathonlauf ausgetragen, der am 17. Juli in Berlin stattfand, allerdings bis 1924 offiziell nicht zu den Meisterschaftswettbewerben gehörte, sondern als „Deutscher Marathonlauf“ unabhängig davon durchgeführt wurde.

## Sportliche Leistungen
Marie Kießling, die im Vorjahr alle vier Meistertitel gewonnen hatte, wurde mit den Siegen über 100 m, dem Weitsprung und der 4 × 100-m-Staffel dreifache Deutsche Meisterin. Nur der Titel im Kugelstoßen entging ihr in diesem Jahr.

## Ergebnisübersichten
Die folgenden beiden Übersichten fassen die Medaillengewinner und -gewinnerinnen aller Wettbewerbe von 1921 zusammen.

### Medaillengewinner Männer
| Disziplin                                      | Gold                                                                             | Leistung             | Silber                                                      | Leistung             | Bronze                                              | Leistung            |
| ---------------------------------------------- | -------------------------------------------------------------------------------- | -------------------- | ----------------------------------------------------------- | -------------------- | --------------------------------------------------- | ------------------- |
| 100 m                                          | Hubert Houben (Preussen Krefeld)                                                 | 10,8 s               | Hans Senftleben (SCC Berlin)                                | 10,9 s               |                                                     |                     |
| 200 m                                          | Hubert Houben (Preussen Krefeld)                                                 | 23,3 s               | Ernst Krüger (SCC Berlin)                                   | 23,5 s               | Karl Fritz (MTG Mannheim)                           | ca. 23,9 s          |
| 400 m                                          | Willi Dünker (SCC Berlin)                                                        | 49,6 s               | Heinrich Most (TSV Krefeld 1855)                            | 50,1 s               | Karl Hermann Berchtold (MTV München von 1879)       | 50,2 s              |
| 800 m                                          | Walter Kern (Eintracht Frankfurt)                                                | 1:57,9 min           | Georg Scheer (Holstein Kiel)                                | 1:58,3 min           | Henry Bäßler (Stuttgarter SC)                       | \| 1:59,0 min       |
| 1500 m                                         | Friedrich-Franz Köpcke (TSV Zehlendorf 88 Berlin)                                | 4:07,4 min           | Walter Ufer (Germania Düren)                                |                      | Herbert Langkutsch (TSV Zehlendorf 88 Berlin)       |                     |
| 5000 m                                         | Emil Bedarff (Eintracht Frankfurt)                                               | 15:48,4 min          | Fritz Graßmann (BV Vielau)                                  | 16:03,7 min          | Karl Krümmel (TSV 1860 München)                     | 16:18,5 min         |
| 10.000 m                                       | Gregor Vietz (Berliner AK 07)                                                    | 34:27,4 min          | Willi Dreckmann (Hamburger SV)                              | 34:56,0 min          | Robert Matthes (SV Saar 05 Saarbrücken)             |                     |
| Marathon                                       | Max Wils (Berliner AK 07)                                                        | 3:11:21,8 h          | Willi Dreckmann (Hamburger SV)                              |                      | Fritz Krüger (ASC Marathon Berlin)                  |                     |
| 110 m Hürden                                   | Karl-Peter Gillmann (TSV Sendling)                                               | 16,4 s               | Walter Ball (TSV Sendling)                                  | ca. 17,2 s           |                                                     |                     |
| 4 × 100 m Staffel                              | Eintracht FrankfurtAlex Weider Gottfried Söhngen Fritz Reis Fritz Angstmann      | 42,9 s               | SCC BerlinW. Vogel Ernst Krüger Hans Senftleben Richard Rau | 43,2 s               | Berliner SCHarry Bormann Zirpel Willi Tumm Sachert  | 43,4 s              |
| 3 × 1000-m-Staffel                             | TSV Zehlendorf 88 BerlinWilly Murawski Herbert Langkutsch Friedrich-Franz Köpcke | 7:58,6 min           | Karlsruher FVHeinzelmann Georg Amberger Hoffmann            |                      | Berliner SCHermann Alfred Tamsel Gerhard von Massow |                     |
| 5000 m Bahngehen                               | Hermann Müller (ASC Marathon Berlin)                                             | 24:01,8 min          | Kurt Rodenbücher (Duisburger SV Viktoria)                   | 24:32,2 min          | Plischke (Berliner SV 1892)                         | 24:34,9 min         |
| 50-km-Gehen                                    | Hermann Müller (ASC Marathon Berlin)                                             | 4:40:14,3 h          | Karl Hähnel (TV Ilversgehofen Erfurt)                       | 4:55:55,8 h          | Wilhelm Bressler (Flensburg)                        | 5:10:27,0 h         |
| Hochsprung                                     | Ernst Fritzmann (SCC Berlin)                                                     | 1,805 m              | Arthur Holz (VfL Charlottenburg)                            | 1,805 m              | Max Leusch (Turngemeinde in Berlin)                 | 1,755 m             |
| Stabhochsprung                                 | Heinrich Fricke (TK Hannover)                                                    | 3,70 m               | Josef Adams (SCC Berlin)                                    | 3,65 m               | Alfred Lehninger (SCC Berlin)                       | 3,50 m              |
| Weitsprung                                     | Ernst Söllinger (TSV 1860 München)                                               | 7,14 m               | Henry Schumacher (VfL 93 Hamburg)                           | 7,13 m               | Karl Hornberger (TV Bad Kreuznach)                  | 7,11 m              |
| Kugelstoßen                                    | Karl Ritter von Halt (MTV München von 1879)                                      | 12,75 m              | Ludwig Haymann (TSV 1860 München)                           | 12,56 m              | Ernst Söllinger (TSV 1860 München)                  | 12,42 m             |
| Diskuswurf                                     | Gustav Steinbrenner (Frankfurter TV 1860)                                        | 42,75 m              | Max Grafwallner (MTV München von 1879)                      | 41,62 m              | Emil Junghenn (SCC Berlin)                          | 39,20 m             |
| Speerwurf                                      | Heinrich Buchgeister (SCC Berlin)                                                | 60,73 m              | Walter Lüdeke (Berliner SC)                                 | 57,73 m              | Max Bräuninger (TV Backnang)                        | 53,70 m             |
| Dreikampf                                      | Arthur Holz (Charlottenburger Turngilde)                                         | 200 P                | Karl Ritter von Halt (MTV München von 1879)                 | 198 P                | Wilhelm Schumann (SC Preußen Insterburg)            | 161 P               |
| Zehnkampf, offiz. Wert. 2. Zeile: 1985er Wert. | Karl Ritter von Halt (MTV München von 1879)                                      | 587 P (5925 P)       | Arthur Holz (Charlottenburger Turngilde)                    | 574 P (5861 P)       | Rudolf Lochner (FC Pfalz Ludwigshafen)              | 470 P (? P)         |
| Waldlauf – ca. 10.000 m                        | Albert Tschaber (Dresdensia Dresden)                                             | 35:06,0 min          | Robert Matthes (Dudweiler)                                  | 35:09,0 min          | Fritz Blankenburg (BTSV 1850 Berlin)                | 35:13,1 min         |
| Waldlauf, Mannschaftswertung                   | Berliner AK 07Gregor Vietz Martin Ruppert Zielinski                              | 18 P (Plätze 5/9/10) | TSV 1860 MünchenCarl Krümmel Georg Jenuwein Eduard Gilch    | 20 P (Plätze 7/8/11) | SCC BerlinOttomar Krupski Rudolf Voß Koch           | 21 P (Plätze 4/6/?) |

### Medaillengewinnerinnen Frauen
| Disziplin         | Gold                                                              | Leistung | Silber                                                 | Leistung | Bronze                                                             | Leistung |
| ----------------- | ----------------------------------------------------------------- | -------- | ------------------------------------------------------ | -------- | ------------------------------------------------------------------ | -------- |
| 100 m             | Marie Kießling (TSV 1860 München)                                 | 12,8 s   | Luise Bleich (TSV Jahn München)                        | 13,2 s   | Margarete Kählitz (FC Wacker Leipzig)                              | 13,7 s   |
| 4 × 100 m Staffel | TSV 1860 MünchenEmma Heiß Maria Rädler Zenta Bauer Marie Kießling | 52,1 s   | TV Frankfurt 1860Stoffel Rosa Theimann Born Lilly Cron | 53,2 s   | Berliner SCLilli Henoch Charlotte Köhler Lina Passavant Cläre Voss | 53,6 s   |
| Weitsprung        | Marie Kießling (TSV 1860 München)                                 | 5,46 m   | Helene Seeliger (Turnerbund Hamburg-Eilbeck)           | 5,46 m   | Emma Heiß (TSV 1860 München)                                       | 4,56 m   |
| Kugelstoßen       | Frieda Grasse (MTV Niederlehme)                                   | 8,85 m   | Lilli Henoch (Berliner SC)                             | 8,31 m   | Alma Höppner-Vogelsang (TV Komet Krefeld)                          | 8,19 m   |